# Sirius Star
Die Sirius Star ist ein Öltanker der Reederei Vela International Marine Ltd., einer Tochtergesellschaft des staatlichen saudi-arabischen Mineralölunternehmens Saudi Aramco, und fährt unter liberianischer Flagge. Das Schiff aus der Tankerklasse VLCC (Very Large Crude Carrier) ist 330 m lang, hat eine Tragfähigkeit von 318.000 Tonnen und kann bis zu zwei Millionen Barrel Öl laden. Es wurde im März 2008 vom südkoreanischen Schiffsbauunternehmen Daewoo Shipbuilding & Marine Engineering Co., Ltd (DSME) fertiggestellt.

## Entführung
Am 15. November 2008 wurde der Tanker um 7:23 Uhr UTC mit einer Ladung Rohöl im Wert von etwa 100 Millionen Euro und 25 Mann Besatzung an Bord bei 5° S, 49° O, etwa 850 Kilometer östlich der kenianischen Hafenstadt Mombasa von somalischen Piraten gekapert (siehe auch Piraterie vor der Küste Somalias).
Die Sirius Star war das größte Schiff, das bis November 2008 entführt wurde. Sie sollte über Kap Agulhas in die USA fahren. Der Kapitän des Tankers und ein Technischer Offizier waren Polen, einer der beiden Briten an Bord war der Leitende Ingenieur, der andere der Zweite Offizier des Schiffes. Die anderen Besatzungsmitglieder stammten aus Saudi-Arabien, Kroatien und den Philippinen. In der Nacht zum 18. November 2008 ankerte das entführte Schiff vor der Stadt Harardheere in der faktisch autonomen Region Puntland im Nordosten Somalias.
Am 18. November 2008 gab es erste Gespräche zwischen den Piraten und dem Eigentümer des Öltankers. Ein nach eigenen Angaben zu den Seeräubern zählender Mann erklärte am 19. November 2008 dem arabischen Fernsehsender Al Jazeera, dass die Entführer des Supertankers Lösegeld verlangt hätten. Zur Höhe der Forderung machte er jedoch keine Angaben. Noch am selben Tag war zunächst eine Forderung von 250 Millionen Euro, dann von 25 Millionen Euro kolportiert worden. Am 24. November 2008 soll die Lösegeldforderung auf 15 Millionen US-Dollar gesenkt worden sein, nachdem der somalische Vize-Ministerpräsident Ahmed Abdulsalam, der derselben Volksgruppe wie die Piraten angehört, Verhandlungen mit diesen aufgenommen hatte.
Nach Drohungen islamistischer ICU-Milizen, das Schiff zu befreien, weil es aus einem muslimischen Land stammt, verließen die Piraten mit dem gekaperten Tanker am 24. November 2008 den Ankerplatz vor Haradhere „in Richtung hoher See“.
Die NATO unternahm keinen Versuch zur Befreiung der Besatzung. Als Begründung wurde angeführt, dass die in der Region stationierten Kriegsschiffe außerhalb des von ihnen patrouillierten Gebiets nicht eingreifen würden.

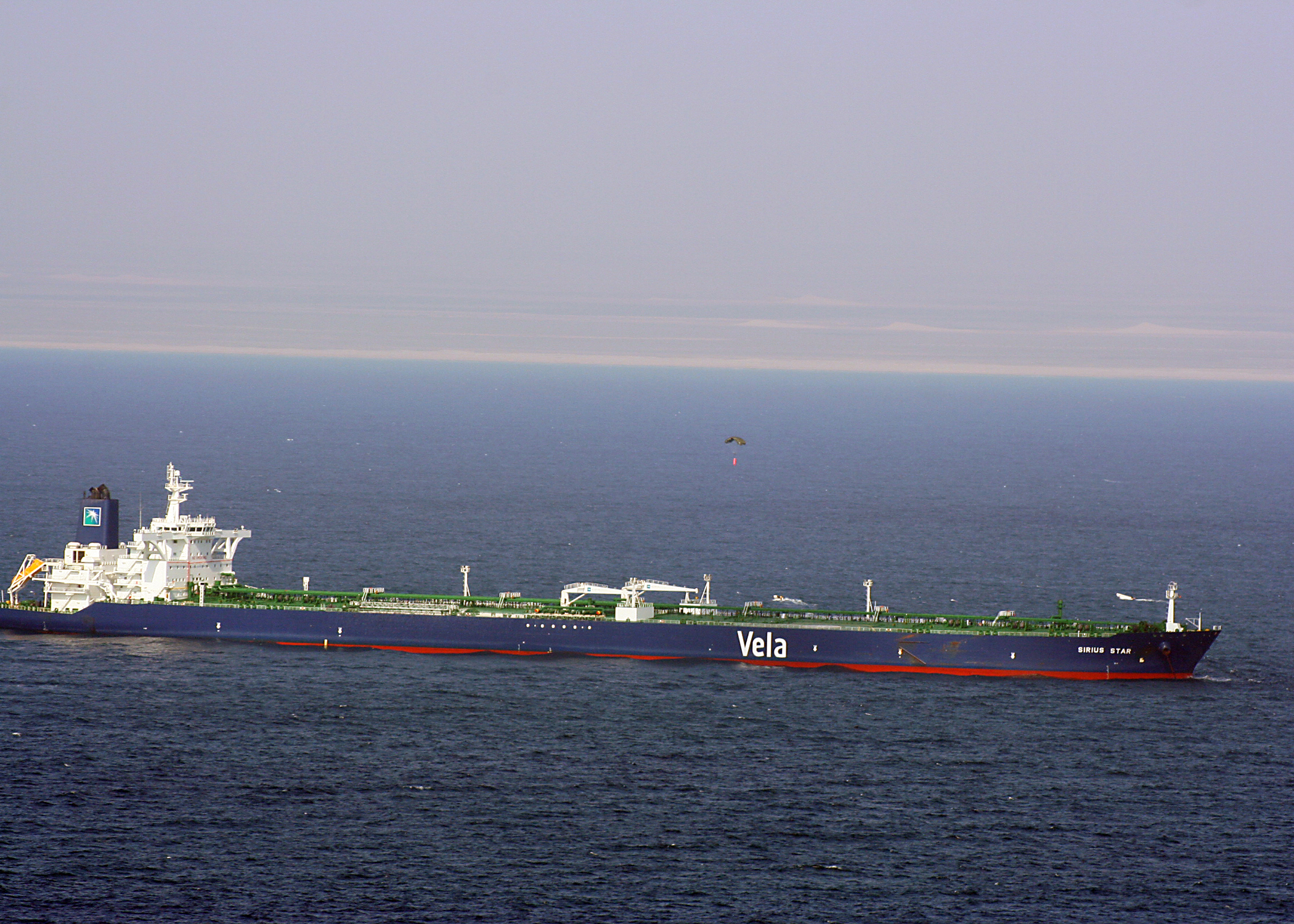
Das Lösegeld wurde möglicherweise mit diesem Fallschirm abgeworfen.

Am 9. Januar 2009 gaben die Entführer das Schiff frei. Der Anführer der Piraten in Harardheere, Mohamed Said, teilte der Nachrichtenagentur AFP telefonisch mit: „Alle unsere Leute haben die Sirius Star jetzt verlassen. Das Schiff ist frei. Die Besatzung ist frei.“ Laut der Nachrichtenagentur Reuters wurden 3 Mio. Dollar Lösegeld bezahlt. Ein Beamter des saudischen Ölministeriums bestätigte die Freigabe unter Berufung auf den staatlichen Ölkonzern Saudi Aramco. Zur Zahlung eines Lösegelds äußerte sich Aramco nicht.
Nach Angaben eines an der Kaperung nicht beteiligten Seeräubers kenterte ein Boot mit acht Piraten an Bord im Sturm vor Somalia bei der Rückfahrt von der Sirius Star und sank. Fünf Seeräuber ertranken mitsamt der Beute. Drei Piraten erreichten schwimmend nach mehreren Stunden das Ufer. Auch ihr Lösegeldanteil ging verloren.
Laut dem somalischen Rundfunksender Radio Shabelle hat ein Anwohner die Leiche eines mutmaßlichen Seeräubers am Strand in der Nähe des Küstenortes Hobyo aufgefunden. Der Tote trug einen Plastikbeutel mit 153.000 Dollar bei sich.